# Klassenkörperturm
|  | Dieser Artikel wurde auf der Qualitätssicherungsseite des Portals Mathematik eingetragen. Dies geschieht, um die Qualität der Artikel aus dem Themengebiet Mathematik auf ein akzeptables Niveau zu bringen. Bitte hilf mit, die Mängel dieses Artikels zu beseitigen, und beteilige dich bitte an der Diskussion! (Artikel eintragen) |

In der Klassenkörpertheorie wird der Hilbertsche {\displaystyle p}-Klassenkörperturm eines vorgegebenen algebraischen Zahlkörpers {\displaystyle K} für eine feste Primzahl {\displaystyle p} rekursiv erklärt durch den Rekursionsbeginn (Initialisierung) {\displaystyle F_{p}^{0}(K):=K} und durch die iterierte Bildung des Hilbertschen {\displaystyle p}-Klassenkörpers {\displaystyle F_{p}^{1}} des jeweiligen Vorgängers im Allgemeinen Rekursionsschritt {\displaystyle F_{p}^{n+1}(K):=F_{p}^{1}(F_{p}^{n}(K))} für jede ganze Zahl {\displaystyle n\geq 0}. Insgesamt ergibt sich ein Turm von Körpererweiterungen
{\displaystyle (1)\qquad K=F_{p}^{0}(K)\leq F_{p}^{1}(K)\leq F_{p}^{2}(K)\leq \ldots \leq F_{p}^{n}(K)\leq \ldots \leq F_{p}^{\infty }(K)},
wobei die Vereinigung {\displaystyle F_{p}^{\infty }(K):=\cup _{i\geq 0}\,F_{p}^{i}(K)} oft selbst als {\displaystyle p}-Klassenkörperturm bezeichnet wird. Für die Rekursion werden niemals die allgemeineren Begriffe der Strahlklassenkörper und Ringklassenkörper verwendet, sondern stets der absolute oder Hilbertsche {\displaystyle p}-Klassenkörper als maximale (mit Relativführer {\displaystyle f=1}) unverzweigte {\displaystyle p}-Erweiterung mit Primzahlpotenz-Grad und abelscher, also kommutativer, Galoisgruppe {\displaystyle \operatorname {Gal} (F_{p}^{1}(K)/K)}. Die Bezeichnung Klassenkörper rührt daher, dass nach dem Artinschen Reziprozitätsgesetz die Automorphismengruppe {\displaystyle \operatorname {Gal} (F_{p}^{1}(K)/K)} nicht nur irgendeine abelsche Gruppe ist, sondern ganz speziell isomorph zur (abelschen) {\displaystyle p}-Idealklassengruppe {\displaystyle Cl_{p}(K)=Syl_{p}(Cl(K))}, das heißt zur Sylow {\displaystyle p}-Untergruppe der Idealklassengruppe {\displaystyle Cl(K)}, des Grundkörpers {\displaystyle K}.
Bereits im Jahr 1925 haben P. Furtwängler und O. Schreier die Frage aufgeworfen, ob es Türme gibt, die nicht stationär werden, mit einer endlichen Länge {\displaystyle \ell } und {\displaystyle F_{p}^{i}(K)=F_{p}^{\ell }(K)} für alle {\displaystyle i\geq \ell }, sondern bei denen in der Formel (1) stets die strikte Ungleichung {\displaystyle <} anstelle von {\displaystyle \leq } gilt. Es dauerte fast 40 Jahre, bis E. Golod und I. Shafarevich dieses Problem schließlich im Jahr 1964 mit Methoden der Galois-Kohomologie affirmativ lösen konnten. Sie zeigten, dass ein Grundkörper {\displaystyle K} mit hinreichend großem {\displaystyle p}-Klassenrang {\displaystyle rank_{p}(Cl_{p}(K))} tatsächlich einen unendlichen {\displaystyle p}-Klassenkörperturm besitzt.
Der Turm kann auch kompakter, aber äquivalent, in der folgenden Weise definiert werden, wobei allerdings die Etagen-Struktur verborgen bleibt:
In der algebraischen Zahlentheorie, also der Theorie der komplexen Nullstellen {\displaystyle \alpha \in \mathbb {C} ,P(\alpha )=0}, von univariaten Polynomen {\displaystyle P(X)\in \mathbb {Z} \left[X\right]} mit ganzen rationalen Zahlen als Koeffizienten, versteht man unter dem {\displaystyle p}-Klassenkörperturm eines algebraischen Zahlkörpers {\displaystyle K=\mathbb {Q} (\alpha )} die maximale unverzweigte pro-{\displaystyle p}-Erweiterung {\displaystyle F_{p}^{\infty }(K)} von {\displaystyle K} für eine fest vorgegebene Primzahl {\displaystyle p}. Durch das Zulassen unendlicher Körpererweiterungen wird hier bereits die von Golod und Shafarevich bewiesene Möglichkeit unbeschränkter Klassenkörpertürme berücksichtigt.
Die Gruppe der Automorphismen von {\displaystyle F_{p}^{\infty }(K)}, welche den Grundkörper {\displaystyle K} invariant lassen, heißt die {\displaystyle p}-Turmgruppe {\displaystyle G:=G_{p}^{\infty }(K):=\operatorname {Gal} (F_{p}^{\infty }(K)/K)} von {\displaystyle K}. Im Fall eines unendlichen {\displaystyle p}-Klassenkörperturms {\displaystyle F_{p}^{\infty }(K)} ist {\displaystyle G} eine topologische Gruppe mit der Krull-Topologie.
| d      | Typus | κ      | τ                | G32(K)     | G3∞(K)     | Ref.  |
| ------ | ----- | ------ | ---------------- | ---------- | ---------- | ----- |
| -3896  | H.4   | (4443) | [111,111,21,111] | ⟨729,45⟩   | ⟨6561,606⟩ | [ 2 ] |
| -4027  | D.10  | (2241) | [21,21,111,21]   | ⟨243,5⟩    | ⟨243,5⟩    | [ 3 ] |
| -9748  | E.9   | (2231) | [32,21,21,21]    | ⟨2187,302⟩ | ⟨6561,620⟩ | [ 4 ] |
|        |       |        | oder             | ⟨2187,306⟩ | ⟨6561,624⟩ |       |
| -12131 | D.5   | (4224) | [111,21,111,21]  | ⟨243,7⟩    | ⟨243,7⟩    | [ 3 ] |
| -15544 | E.6   | (1313) | [32,21,111,21]   | ⟨2187,288⟩ | ⟨6561,616⟩ | [ 2 ] |
| -16627 | E.14  | (2313) | [32,21,111,21]   | ⟨2187,289⟩ | ⟨6561,617⟩ | [ 2 ] |
|        |       |        | oder             | ⟨2187,290⟩ | ⟨6561,618⟩ |       |
| -34867 | E.8   | (1231) | [32,21,21,21]    | ⟨2187,304⟩ | ⟨6561,622⟩ | [ 2 ] |

## Stufen und Länge des p-Klassenkörperturms
Die absteigende Reihe der iterierten Kommutatorgruppen von {\displaystyle G},
{\displaystyle G=G^{(0)}>G^{(1)}>G^{(2)}>\ldots } mit {\displaystyle G^{(n+1)}:=\left[G^{(n)},G^{(n)}\right]} für {\displaystyle n\geq 0},
gibt im Sinne der Galois-Korrespondenz Anlass für die Stufen (Etagen, Stockwerke) des Turms,
welche gegeben sind durch {\displaystyle F_{p}^{n}(K):=\operatorname {Fix} (G^{(n)})}, beziehungsweise gleichwertig durch {\displaystyle \operatorname {Gal} (F_{p}^{\infty }(K)/F_{p}^{n}(K))=G^{(n)}}, für {\displaystyle n\geq 0}.
Aufgrund des Isomorphiesatzes ist {\displaystyle G_{p}^{n}(K):=\operatorname {Gal} (F_{p}^{n}(K)/K)\cong \operatorname {Gal} (F_{p}^{\infty }(K)/K)/\operatorname {Gal} (F_{p}^{\infty }(K)/F_{p}^{n}(K))=G/G^{(n)}} die Galois-Gruppe des {\displaystyle n}-ten Hilbertschen {\displaystyle p}-Klassenkörpers {\displaystyle F_{p}^{n}(K)} von {\displaystyle K}, isomorph zum {\displaystyle n}-ten abgeleiteten Quotienten von {\displaystyle G}, und wird als {\displaystyle n}-te {\displaystyle p}-Klassengruppe von {\displaystyle K} bezeichnet.
Für {\displaystyle n=1} ergibt sich mit Hilfe des Reziprozitätsgesetzes von Artin

die Isomorphie der Abelisierung der p-Turmgruppe, {\displaystyle G/G^{(1)}\cong \operatorname {Gal} (F_{p}^{1}(K)/K)\cong \operatorname {Cl} _{p}(K)}, zur (gewöhnlichen) ersten {\displaystyle p}-Klassengruppe von {\displaystyle K}, also zur Sylow-p-Untergruppe der (endlichen abelschen) Idealklassengruppe {\displaystyle \operatorname {Cl} (K)} von {\displaystyle K}, als Galois-Gruppe der maximalen abelschen unverzweigten {\displaystyle p}-Erweiterung {\displaystyle F_{p}^{1}(K)} von {\displaystyle K}.
Die {\displaystyle p}-Turmgruppe {\displaystyle G} ist entweder eine unendliche pro-{\displaystyle p}-Gruppe mit endlicher Abelisierung {\displaystyle G/G^{(1)}} oder eine endliche {\displaystyle p}-Gruppe. Im ersteren Fall ist auch der {\displaystyle p}-Klassenkörperturm von {\displaystyle K}, {\displaystyle K<F_{p}^{1}(K)<F_{p}^{2}(K)<\ldots <F_{p}^{\infty }(K)}, von unendlicher Länge {\displaystyle \lambda _{p}(K)=\infty } und {\displaystyle G=G_{p}^{\infty }(K)\cong \varprojlim G_{p}^{n}(K)} ist der projektive Limes der Galois-Gruppen aller Stufen des Turmes. Im letzteren Fall ist {\displaystyle G} auflösbar und nilpotent und der Turm {\displaystyle K<F_{p}^{1}(K)<F_{p}^{2}(K)<\ldots <F_{p}^{\lambda }(K)=F_{p}^{\lambda +1}(K)=F_{p}^{\infty }(K)} endet bei der abgeleiteten Länge von {\displaystyle G}, {\displaystyle \lambda _{p}(K)=\lambda =dl(G)}, präziser ausgedrückt: wird dort stationär.

## Relationenrang der p-Turmgruppe
Für die Bestimmung der Länge eines {\displaystyle p}-Klassenkörperturms ist die Abschätzung des Relationenrangs von {\displaystyle G=G_{p}^{\infty }(K)} von entscheidender Bedeutung.
{\displaystyle G} operiert trivial auf dem endlichen Körper {\displaystyle \mathbb {F} _{p}} mit {\displaystyle p} Elementen und die kohomologischen Dimensionen {\displaystyle d_{1}(G):=\operatorname {dim} _{\mathbb {F} _{p}}H^{1}(G,\mathbb {F} _{p})}, bzw. {\displaystyle d_{2}(G):=\operatorname {dim} _{\mathbb {F} _{p}}H^{2}(G,\mathbb {F} _{p})}, heißen Generatorenrang, bzw. Relationenrang, von {\displaystyle G}.
Für einen Grundkörper {\displaystyle K} mit der Signatur {\displaystyle (r,c)}, also mit dem torsionsfreien Dirichlet-Einheitenrang {\displaystyle u:=r+c-1}, hat Shafarevich die folgende Abschätzung des Relationenrangs der {\displaystyle p}-Turmgruppe hergeleitet: {\displaystyle d_{1}(G)\leq d_{2}(G)\leq d_{1}(G)+u+\theta }, wobei {\displaystyle \theta :=1}, falls {\displaystyle K} die {\displaystyle p}-ten Einheitswurzeln enthält, und {\displaystyle \theta :=0} anderenfalls.
Aufgrund der Isomorphie {\displaystyle G/G^{(1)}\cong Cl_{p}(K)} ist der Generatorenrang {\displaystyle d_{1}(G)} von {\displaystyle G} gleich dem {\displaystyle p}-Klassenrang {\displaystyle \rho _{p}(K)} von {\displaystyle K}, also gleich der Anzahl der Basiselemente der {\displaystyle p}-Klassengruppe {\displaystyle Cl_{p}(K)}.
Für den besonders ausführlich untersuchten einfachsten Spezialfall eines imaginär-quadratischen Grundkörpers {\displaystyle K} haben Koch und Venkov aus dem kohomologischen Kriterium von Shafarevich das folgende grundlegende Resultat abgeleitet.
Satz von Koch und Venkov. Für eine ungerade Primzahl {\displaystyle p\geq 3} ist die {\displaystyle p}-Turmgruppe {\displaystyle G=G_{p}^{\infty }(K)} eines imaginär-quadratischen Zahlkörpers {\displaystyle K} eine sogenannte Schur {\displaystyle \sigma }-Gruppe
mit ausgewogener Präsentation {\displaystyle d_{2}(G)=d_{1}(G)} und mit einem Automorphismus {\displaystyle \sigma \in Aut(G)}, welcher auf der Abelisierung {\displaystyle G/G^{(1)}} die Inversion {\displaystyle x\mapsto x^{-1}} hervorruft. (Wegen der Isomorphie {\displaystyle G/G^{(1)}\cong H^{1}(G,\mathbb {F} _{p})} heißt {\displaystyle \sigma } ein generatoren-invertierender (GI-)Automorphismus.)
Zusatz von Schoof. Für eine ungerade Primzahl {\displaystyle p\geq 3} und für jede ganze Zahl {\displaystyle n\geq 2} besitzt die {\displaystyle n}-te {\displaystyle p}-Klassengruppe {\displaystyle G_{n}=G_{p}^{n}(K)} eines beliebigen (imaginären oder reellen) quadratischen Zahlkörpers {\displaystyle K} einen Automorphismus {\displaystyle \sigma \in Aut(G_{n})}, der sowohl auf {\displaystyle H^{1}(G_{n},\mathbb {F} _{p})} als auch auf {\displaystyle H^{2}(G_{n},\mathbb {F} _{p})} die Inversion {\displaystyle x\mapsto x^{-1}} induziert. ({\displaystyle \sigma } heißt daher ein relatoren-invertierender (RI-)Automorphismus.)
| d        | Typus | κ      | τ                | G32(K)      | G3∞(K)      | Ref.   |
| -------- | ----- | ------ | ---------------- | ----------- | ----------- | ------ |
| 32009    | a.3   | (2000) | [21,11,11,11]    | ⟨81,8⟩      | ⟨81,8⟩      | [ 3 ]  |
| 62501    | a.1   | (0000) | [22,11,11,11]    | ⟨729,99⟩    | ⟨729,99⟩    | [ 9 ]  |
| 72329    | a.2   | (1000) | [21,11,11,11]    | ⟨81,10⟩     | ⟨81,10⟩     | [ 3 ]  |
| 142097   | a.3   | (2000) | [111,11,11,11]   | ⟨81,7⟩      | ⟨81,7⟩      | [ 3 ]  |
| 152949   | a.1   | (0000) | [22,11,11,11]    | ⟨729,100⟩   | ⟨729,100⟩   | [ 9 ]  |
| 214712   | G.19  | (4321) | [21,21,21,21]    | ⟨729,57⟩    | ⟨2187,311⟩  | [ 10 ] |
| 252977   | a.1   | (0000) | [22,11,11,11]    | ⟨729,101⟩   | ⟨729,101⟩   | [ 9 ]  |
| 342664   | E.9   | (2231) | [32,21,21,21]    | ⟨2187,302⟩  | ⟨6561,620⟩  | [ 10 ] |
|          |       |        | oder             | ⟨2187,306⟩  | ⟨6561,624⟩  |        |
| 494236   | a.3↑  | (2000) | [32,11,11,11]    | ⟨729,97⟩    | ⟨729,97⟩    | [ 3 ]  |
|          |       |        | oder             | ⟨729,98⟩    | ⟨729,98⟩    |        |
| 534824   | c.18  | (0313) | [22,21,111,21]   | ⟨729,49⟩    | ⟨2187,291⟩  | [ 11 ] |
| 540365   | c.21  | (0231) | [22,21,21,21]    | ⟨729,54⟩    | ⟨2187,307⟩  | [ 11 ] |
|          |       |        |                  | oder        | ⟨2187,308⟩  |        |
| 790085   | a.2↑  | (1000) | [32,11,11,11]    | ⟨729,96⟩    | ⟨729,96⟩    | [ 3 ]  |
| 957013   | H.4   | (4443) | [111,111,21,111] | ⟨729,45⟩    | ⟨2187,273⟩  | [ 10 ] |
| 2905160  | a.1↑  | (0000) | [33,11,11,11]    | ⟨6561,2227⟩ | ⟨6561,2227⟩ | [ 9 ]  |
| 3918837  | E.14  | (2313) | [32,21,111,21]   | ⟨2187,289⟩  | ⟨2187,289⟩  | [ 10 ] |
|          |       |        | oder             | ⟨2187,290⟩  | ⟨2187,290⟩  |        |
| 4760877  | E.9   | (2231) | [32,21,21,21]    | ⟨2187,302⟩  | ⟨2187,302⟩  | [ 10 ] |
|          |       |        | oder             | ⟨2187,306⟩  | ⟨2187,306⟩  |        |
| 5264069  | E.6   | (1313) | [32,21,111,21]   | ⟨2187,288⟩  | ⟨6561,616⟩  | [ 10 ] |
| 6098360  | E.8   | (1231) | [32,21,21,21]    | ⟨2187,304⟩  | ⟨6561,622⟩  | [ 10 ] |
| 7153097  | E.6   | (1313) | [32,21,111,21]   | ⟨2187,288⟩  | ⟨2187,288⟩  | [ 10 ] |
| 8632716  | E.8   | (1231) | [32,21,21,21]    | ⟨2187,304⟩  | ⟨2187,304⟩  | [ 10 ] |
| 9433849  | E.14  | (2313) | [32,21,111,21]   | ⟨2187,289⟩  | ⟨6561,617⟩  | [ 10 ] |
|          |       |        | oder             | ⟨2187,290⟩  | ⟨6561,618⟩  |        |
| 10200108 | a.3↑↑ | (2000) | [43,11,11,11]    | ⟨6561,2223⟩ | ⟨6561,2223⟩ | [ 9 ]  |
|          |       |        | oder             | ⟨6561,2224⟩ | ⟨6561,2224⟩ |        |
| 10399596 | a.1↑  | (0000) | [33,11,11,11]    | ⟨6561,2225⟩ | ⟨6561,2225⟩ | [ 9 ]  |
| 14458876 | a.2↑↑ | (1000) | [43,11,11,11]    | ⟨6561,2222⟩ | ⟨6561,2222⟩ | [ 9 ]  |
| 27780297 | a.1↑  | (0000) | [33,11,11,11]    | ⟨6561,2226⟩ | ⟨6561,2226⟩ | [ 9 ]  |

## Artin-Muster der p-Turmgruppe
Auf dem Wege zur Identifikation der {\displaystyle p}-Turmgruppe {\displaystyle G} eines vorgegebenen Zahlkörpers {\displaystyle K}
verwendet man zunächst das Artin-Muster {\displaystyle AP=(\kappa ,\tau )}, um die Metabelianisierung {\displaystyle M:=G/G^{(2)}} von {\displaystyle G} zu finden.
Dieses Muster besteht aus der Gesamtheit der Kerne {\displaystyle \kappa :=(ker(V_{G,U}))} und Ziele {\displaystyle \tau :=(U/U^{(1)})},
genauer: der logarithmischen abelschen Quotienten-Invarianten der Ziele, der Artin-Verlagerungen {\displaystyle V_{G,U}:G/G^{(1)}\to U/U^{(1)}} der Gruppe {\displaystyle G} in ihre maximalen Untergruppen {\displaystyle U} vom Index {\displaystyle p}.
In vielen Fällen führt diese Strategie der Mustererkennung mittels Artin-Verlagerungen zur eindeutigen Identifizierung zumindest der zweiten Stufe des Turmes, also der metabelschen Galois-Gruppe {\displaystyle M\cong G_{p}^{2}(K)} des zweiten Hilbert-{\displaystyle p}-Klassenkörpers {\displaystyle F_{p}^{2}(K)} von {\displaystyle K}, als Approximation der vollen {\displaystyle p}-Turmgruppe {\displaystyle G}.
Auf jeden Fall liefert dieser Prozess nur endlich viele Kandidaten für {\displaystyle G_{p}^{2}(K)}.
Historisch gesehen, geht die Idee zu dieser Vorgangsweise auf die Untersuchungen von Arnold Scholz und Olga Taussky-Todd im Jahre 1934 zurück, aus welchen auch die Bezeichnungen für den Typus in den Tabellen 1 und 2 herrühren.
Diese Autoren bestimmten aus dem Kapitulationstypus (kurz: Typus) {\displaystyle \kappa } imaginärquadratischer Zahlkörper {\displaystyle K} mit elementarer {\displaystyle 3}-Klassengruppe {\displaystyle Cl_{3}(K)} vom Rang {\displaystyle \rho _{3}(K)=2} die symbolische Ordnung, das heißt das Annihilatorideal aller bivariaten Polynome {\displaystyle f(X,Y)\in \mathbb {Z} [X,Y]} mit der Eigenschaft {\displaystyle s^{f(x,y)}=1}, des Hauptkommutators {\displaystyle s=\left[y,x\right]} der metabelschen Gruppe {\displaystyle M:=G_{3}^{2}(K)} vom Erzeugendenrang {\displaystyle d_{1}(M)=2}, also mit zwei Generatoren {\displaystyle x} und {\displaystyle y}.
Die zweite Komponente {\displaystyle \tau } des Artin-Musters kam bei Scholz und Taussky noch in einer rudimentären Ausprägung in Form der {\displaystyle 3}-Klassenzahlen der vier unverzweigten zyklisch-kubischen Erweiterungen von {\displaystyle K} ins Spiel, war aber zusammen mit {\displaystyle \kappa } hinreichend für die eindeutige Identifikation der Gruppe {\displaystyle M}.
In der experimentellen, computerunterstützten Mathematik dient das Artin-Muster als Suchbegriff für Datenbankabfragen entweder in der SmallGroups Bibliothek oder in Erweiterungen dieser Bibliothek,
die mithilfe des {\displaystyle p}-Gruppen-Erzeugungs-Algorithmus von M. F. Newman und E. A. O' Brien konstruiert werden. Die Verwendung der expliziten Struktur von {\displaystyle \tau } in Form der abelschen Typinvarianten der {\displaystyle 3}-Klassengruppen (anstelle der {\displaystyle 3}-Klassenzahlen) der vier unverzweigten zyklisch-kubischen Erweiterungen von {\displaystyle K} kann dabei zu einer erheblichen Einschränkung der Kandidaten für die Gruppe {\displaystyle M} führen.

## Konkrete Beispiele von p-Klassenkörpertürmen
Systematisch erforscht wurden bisher die {\displaystyle p}-Klassenkörpertürme
von quadratischen Zahlkörpern für ungerade Primzahlen {\displaystyle p\geq 3}.
Ein quadratischer Zahlkörper {\displaystyle K=\mathbb {Q} \left({\sqrt {d}}\right)}
entsteht durch Adjunktion einer der beiden Nullstellen {\displaystyle {\sqrt {d}}} und {\displaystyle -{\sqrt {d}}}
des Polynoms {\displaystyle P(X)=X^{2}-d} mit einer
Fundamentaldiskriminante {\displaystyle d\equiv 0,1({\text{mod}}\,4)}, {\displaystyle d\neq 1},
an den Körper {\displaystyle \mathbb {Q} } der rationalen Zahlen.
Einige grundlegende Regeln für die Länge {\displaystyle \lambda _{p}(K)} des {\displaystyle p}-Klassenkörperturms
eines quadratischen Zahlkörpers {\displaystyle K}
lassen sich in Termen des {\displaystyle p}-Klassenrangs {\displaystyle \rho _{p}(K)} von {\displaystyle K} ausdrücken:
1. Der triviale Fall {\displaystyle \lambda _{p}(K)=0} tritt bei einem beliebigen Zahlkörper {\displaystyle K} genau dann auf, wenn auch {\displaystyle \rho _{p}(K)=0}, also die Klassenzahl von {\displaystyle K} nicht durch {\displaystyle p} teilbar ist.
2. Einstufige Türme mit {\displaystyle \lambda _{p}(K)=1} sind bei quadratischen Grundkörpern {\displaystyle K} charakteristisch für zyklische {\displaystyle p}-Klassengruppen mit {\displaystyle \rho _{p}(K)=1}. Diese Äquivalenz geht bei anderen Arten von Grundkörpern leider verloren. So ist für Zahlkörper {\displaystyle K} dritten und vierten Grades die Bedingung {\displaystyle \rho _{p}(K)=1} zwar noch hinreichend aber im Allgemeinen nicht mehr notwendig für {\displaystyle \lambda _{p}(K)=1}.
3. Koch und Venkov[7] haben gezeigt, dass imaginär-quadratische Zahlkörper {\displaystyle K} mit mindestens dreibasiger {\displaystyle p}-Klassengruppe, also mit {\displaystyle \rho _{p}(K)\geq 3}, einen unendlichen {\displaystyle p}-Klassenkörperturm mit {\displaystyle \lambda _{p}(K)=\infty } besitzen.
4. Den abwechslungsreichsten Fall bilden die quadratischen Zahlkörper {\displaystyle K} mit {\displaystyle p}-Klassenrang {\displaystyle \rho _{p}(K)=2}, für die theoretisch alle Längen {\displaystyle 2\leq \lambda _{p}(K)\leq \infty } möglich sind, von denen aber bisher (Stand 28. April 2020) nur Situationen mit {\displaystyle \lambda _{p}(K)=2} und {\displaystyle \lambda _{p}(K)=3} rigoros nachgewiesen werden konnten.

Die zweite Etage {\displaystyle G_{3}^{2}(K)} des {\displaystyle 3}-Klassenkörperturms aller quadratischen Zahlkörper {\displaystyle K=\mathbb {Q} \left({\sqrt {d}}\right)}
mit Fundamentaldiskriminanten {\displaystyle d} im Bereich {\displaystyle -10^{6}<d<10^{7}}
und elementarer {\displaystyle 3}-Klassengruppe {\displaystyle Cl_{3}(K)} vom Rang zwei wurde im Jahre 2010 in einem aufwendigen, mehrere Monate an CPU-Zeit in Anspruch nehmenden Projekt bestimmt, dessen zugrundeliegende neuartige Algorithmen unter dem Schlagwort Kapitulationstypus mittels Klassengruppenstruktur 
publiziert wurden, weil für die Bewältigung der 4596 zu analysierenden Zahlkörper der von Scholz und Taussky, sowie auch von Heider und Schmithals, benutzte Algorithmus zu wenig effizient gewesen wäre.
Die dritte Etage {\displaystyle G_{3}^{3}(K)} eines {\displaystyle 3}-Klassenkörperturms, nämlich jedes imaginär-quadratischen Zahlkörpers {\displaystyle K=\mathbb {Q} \left({\sqrt {d}}\right)}, {\displaystyle d<0}, mit elementarer {\displaystyle 3}-Klassengruppe {\displaystyle Cl_{3}(K)} vom Rang zwei und Artin-Muster {\displaystyle AP=(\kappa ,\tau )}
mit Kapitulation {\displaystyle \kappa =(2231)} vom Typus E.9 und logarithmischen abelschen Quotienten-Invarianten {\displaystyle \tau =[32,21,21,21]},
wurde im Lauf der Geschichte erstmals 2012 von Boston, Bush und Mayer unzweifelhaft mit präziser Länge {\displaystyle \lambda _{3}(K)=3} identifiziert, nachdem Scholz und Taussky, sowie Heider und Schmithals, die fehlerhafte Zweistufigkeit {\displaystyle \lambda _{3}(K)=2} behauptet hatten. Entscheidend für den Beweis war die Tatsache, dass die Metabelianisierung {\displaystyle M=\langle 2187,302\rangle }, bzw. {\displaystyle \langle 2187,306\rangle }, von {\displaystyle G} keine Schur {\displaystyle \sigma }-Gruppe ist,
die {\displaystyle 3}-Turmgruppe {\displaystyle G=\langle 6561,620\rangle }, bzw. {\displaystyle \langle 6561,624\rangle }, mit {\displaystyle dl(G)=3}
hingegen sehr wohl.
Weitere exakt dreistufige {\displaystyle 3}-Klassenkörpertürme der Typen E.6, E.14 und E.8 für imaginär-quadratische Körper sowie c.18 und c.21 für reell-quadratische Körper
wurden im Jahr 2015 entdeckt.
Im selben Jahr wurden auch reell-quadratische Körper der Typen E.6, E.14, E.8 und E.9 auf die Länge ihres {\displaystyle 3}-Klassenkörperturms untersucht, wobei sich die Kuriosität herausstellte, dass die von Scholz und Taussky für den imaginären Fall fälschlich behauptete Länge {\displaystyle \lambda _{3}(K)=2} im reellen Fall tatsächlich erlaubt ist und von der Dreistufigkeit {\displaystyle \lambda _{3}(K)=3} durch streng deterministische Kriterien unterschieden werden kann.
Im Jahr 2017 schließlich gelang noch die Ermittlung der Feinstruktur der reell-quadratischen Zahlkörper {\displaystyle K=\mathbb {Q} \left({\sqrt {d}}\right)}, {\displaystyle d>0}, mit elementarer {\displaystyle 3}-Klassengruppe {\displaystyle Cl_{3}(K)} vom Rang zwei und Artin-Muster {\displaystyle AP=(\kappa ,\tau )} mit vierfacher Totalkapitulation {\displaystyle \kappa =(0000)} vom Typus a.1 (und beliebigen abelschen Quotienten-Invarianten {\displaystyle \tau }) unter Verwendung der sogenannten tiefen Verlagerungen.
Tabelle 1, bzw. 2, zeigt die essenziellen Invarianten des {\displaystyle 3}-Klassenkörperturmes {\displaystyle F_{3}^{\infty }(K)} von allen imaginären, bzw. reellen, quadratischen Zahlkörpern {\displaystyle K=\left({\sqrt {d}}\right)} mit der Minimaldiskriminante {\displaystyle d} für das jeweilige Artin-Muster {\displaystyle AP=(\kappa ,\tau )}, falls die Ordnungen der beiden Galoisgruppen {\displaystyle G_{3}^{2}(K)} und {\displaystyle G_{3}^{\infty }(K)} den Maximalwert {\displaystyle 6561} der SmallGroups Datenbank nicht überschreiten. Zahlreiche konkrete Beispiele mit {\displaystyle 3}-Turmgruppen {\displaystyle G} höherer logarithmischer Ordnung {\displaystyle lo(G)>8} sind bekannt,
 sollen aber hier nicht explizit angeführt werden, weil die Bezeichnungsweise für diese Gruppen mit Relativ-Identitäten leider viel Platz in Anspruch nimmt und auf den ersten Blick unübersichtlich aussieht. Die Symbole {\displaystyle \uparrow }, bzw. {\displaystyle \uparrow \uparrow }, hinter dem Typus heben erste, bzw. zweite, Anregungszustände gegenüber dem Grundzustand hervor, das bedeutet Varianten von {\displaystyle \tau } bei festem Typus {\displaystyle \kappa }.
Bei Gleichheit von {\displaystyle G_{3}^{2}(K)} und {\displaystyle G_{3}^{\infty }(K)} ist {\displaystyle \lambda _{3}(K)=2}, bei Verschiedenheit ist {\displaystyle G_{3}^{\infty }(K)=G_{3}^{3}(K)} und {\displaystyle \lambda _{3}(K)=3}.
Ein auffallender Unterschied in der Ordnung {\displaystyle ord(G)} der {\displaystyle 3}-Turmgruppe {\displaystyle G} und gelegentlich sogar in der Länge {\displaystyle \lambda _{3}(K)} des {\displaystyle 3}-Klassenkörperturms wurde zwischen imaginär-quadratischen Zahlkörpern mit negativen Diskriminanten {\displaystyle d<0} und reell-quadratischen Zahlkörpern mit positiven Diskriminanten {\displaystyle d>0} bei übereinstimmendem Artin-Muster {\displaystyle AP=(\kappa ,\tau )} festgestellt. So besitzen die Körper {\displaystyle K} mit Diskriminanten {\displaystyle d=-3896} und {\displaystyle d=957013} übereinstimmend den Typus H.4 mit {\displaystyle \kappa =(4443)}, {\displaystyle \tau =[111,111,21,111]},
isomorphe zweite 3-Klassengruppen {\displaystyle G_{3}^{2}(K)\cong \langle 729,45\rangle } und dieselbe Länge {\displaystyle \lambda _{3}(K)=3}, aber die Schur {\displaystyle \sigma }-Gruppe {\displaystyle G_{3}^{\infty }(K)\cong \langle 6561,606\rangle } im imaginären Fall hat größere Ordnung als die {\displaystyle 3}-Turmgruppe {\displaystyle G:=G_{3}^{\infty }(K)\cong \langle 2187,273\rangle } mit Relationenrang {\displaystyle d_{2}(G)=3} im reellen Fall. Noch gravierender ist das unterschiedliche Verhalten bei den Körpern {\displaystyle K} mit Diskriminanten {\displaystyle d=-15544} und {\displaystyle d=7153097}. Während der Typus E.6 mit {\displaystyle \kappa =(1313)}, {\displaystyle \tau =[32,21,111,21]} und die zweiten {\displaystyle 3}-Klassengruppen {\displaystyle G_{3}^{2}(K)\cong \langle 2187,288\rangle } übereinstimmen, besteht der anspruchsvolle imaginäre Körper nach dem Satz von Koch und Venkov natürlich auf der Schur {\displaystyle \sigma }-Gruppe {\displaystyle G_{3}^{\infty }(K)\cong \langle 6561,616\rangle } mit {\displaystyle \lambda _{3}(K)=3} aber der genügsame reelle Körper ist schon mit der nicht-balancierten Gruppe {\displaystyle G_{3}^{\infty }(K)\cong \langle 2187,288\rangle } mit {\displaystyle \lambda _{3}(K)=2} zufrieden.

## Ungelöste Probleme bei unendlichem p-Klassenkörperturm
Der {\displaystyle p}-Klassenkörperturm {\displaystyle F_{p}^{\infty }(K)} eines Zahlkörpers {\displaystyle K} kann nur dann als bekannt betrachtet werden, wenn eine pro-{\displaystyle p}-Präsentation seiner Galois-Gruppe, also der {\displaystyle p}-Turmgruppe {\displaystyle G_{p}^{\infty }(K)}, mit expliziten Generatoren und Relationen vorliegt. Bei einem unendlichen Turm mit der Länge {\displaystyle \lambda _{p}(K)=\infty } könnte aus dieser pro-{\displaystyle p}-Präsentation ein analytischer Ausdruck {\displaystyle n\rightarrow Ord_{n}} für das Wachstum der Ordnungen {\displaystyle Ord_{n}:=ord(G_{p}^{n}(K))} der abzählbar unendlich vielen Stufen des Turmes in Abhängigkeit von {\displaystyle n\geq 2} angegeben werden.
Leider ist man derzeit von der Lösung dieses hochinteressanten Problems noch weit entfernt. Beispielsweise besitzt der imaginär-quadratische Zahlkörper {\displaystyle K=\mathbb {Q} ({\sqrt {d}})} mit Fundamentaldiskriminante {\displaystyle d=-4447704} eine elementare {\displaystyle 3}-Klassengruppe vom Rang {\displaystyle \rho _{3}(K)=3}, also mit logarithmischen abelschen Typinvarianten {\displaystyle [111]}, und somit nach der obenstehenden grundlegenden Regel 3 einen unendlichen {\displaystyle 3}-Klassenkörperturm mit {\displaystyle \lambda _{3}(K)=\infty }. Aber die Werte der Funktion {\displaystyle Ord_{n}} sind für {\displaystyle n\geq 3} völlig unbekannt und für {\displaystyle n=2}, also für die Ordnung der zweiten {\displaystyle 3}-Klassengruppe {\displaystyle \operatorname {Gal} (F_{3}^{2}(K)/K)}, konnte unter enormem Aufwand an CPU-Zeit nur die untere Abschätzung {\displaystyle Ord_{2}\geq 3^{17}} berechnet werden. Im Jahr 2023 konnte Bill Allombert unter Verwendung des Algorithmus von Aurel Page die untere Schranke sogar zu {\displaystyle Ord_{2}\geq 3^{31}} verbessern.